# Węzeł (botanika)

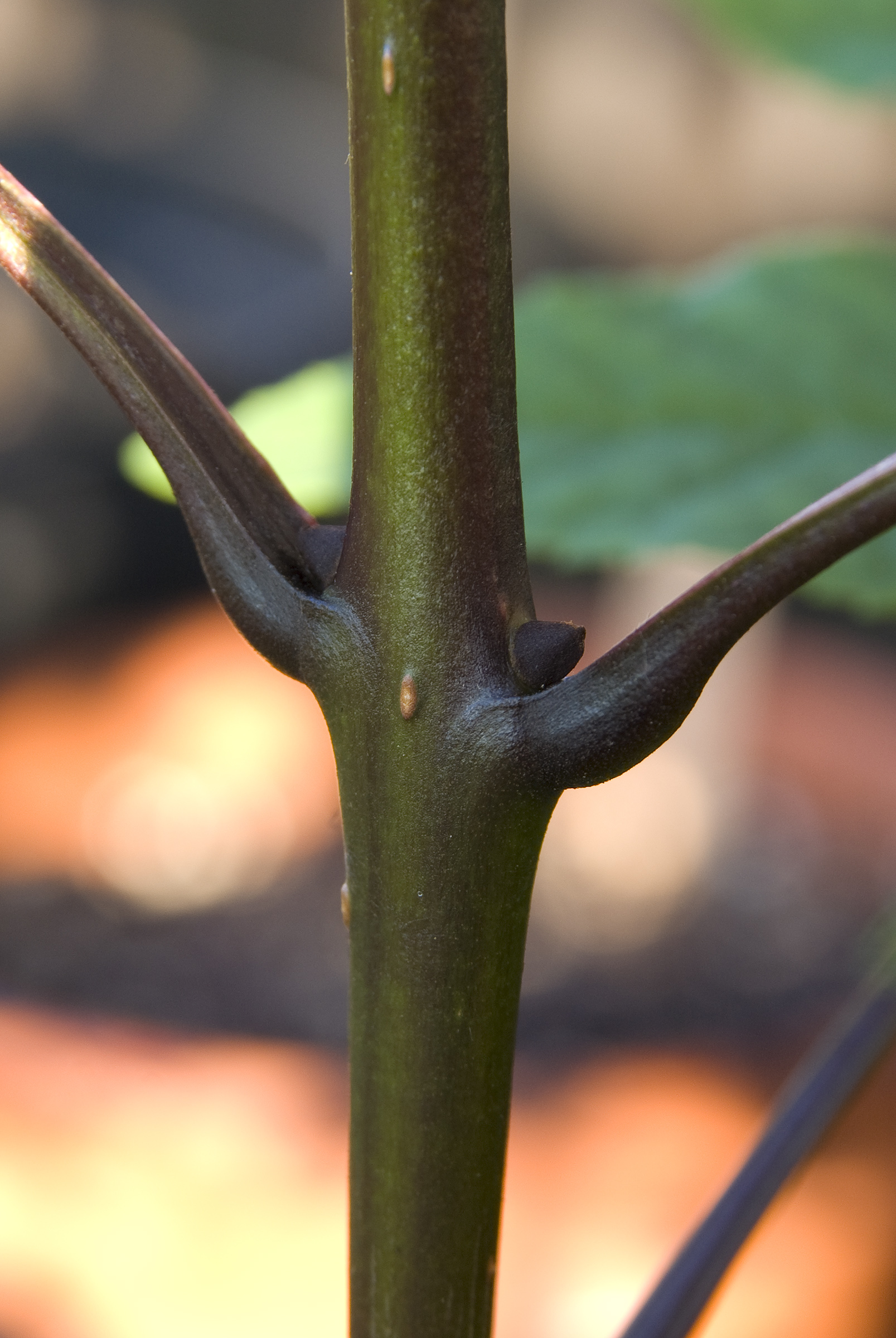
Dwa pąki na węźle u podstawy każdego z ogonków dwóch przeciwległych liści jesionu.

Węzeł, węzeł łodygowy, kaulom – krótki, często zgrubiały fragment łodygi z którego wyrastają kwiaty i liście oraz w którym łączą się tkanki przewodzące łodygi z tkankami przewodzącymi liści i pędów bocznych.